# Nokia 3720 classic

Nokia 3720 classic este un telefon mobil anunțat în Iulie 2009 și fabricat în Ungaria.

## Caracteristici

### Rezistență
Concepute pentru a fi rezistente telefoanele Nokia 3720 classic au obținut un indice de protecție IP 54 în privința rezistenței la apă și praf.

### Aplicații
- Java™ MIDP 2.0
- Flash Lite 2.0
- Nokia Maps 2.0
- Ovi Share
- Browser OSS

### Imagini,video și sunete
- Cameră de 2 megapixeli (1600 x 1200 pixeli)
- Zoom digital 4x
- Bliț cu LED
- Redare de materiale video în timp real: H.263 (QCIF), MPEG-4, .3gp, .mp4
- Redare de formate muzicale: .MP3, .MP4, .WMA, .AAC, AAC+, eAAC+